# Аситашвили, Мераб Георгиевич
Мераб Гео́ргиевич Аситашвили (15 января 1947 — февраль 2019, Грузия) — советский футболист, нападающий.
Бо́льшую часть карьеры провёл в клубе «Торпедо» Кутаиси (1964—1971). В 1965—1970 годах в чемпионате СССР сыграл 121 матч, забил 10 голов. В 1971 году в первой лиге провёл 15 матчей. Во второй половине сезонов 1969 и 1970 играл за «Мешахте» Ткибули. Завершил карьеру в команде первой лиги «Черноморец» Одесса в 1972 году.